# Vármező (Maros megye)
Vármező (románul Câmpu Cetății, németül Burgfeld) falu Romániában, Maros megyében. Nyárádremete községhez tartozik közigazgatásilag.
Marosvásárhelytől 38 km-re északkeletre a  Kisnyárád (vagy Kiság) és a Nagynyárád (Nagyág, vagy Vármezőpataka) összefolyásánál fekszik. Nevét a felette magasodó Várhegyen állt egykori várról kapta.

## Története
A Várhegy alatt a 18. század elején br. Bornemissza József állíttatott kápolnát amely 1817-ben még állott, de Orbán Balázs már csak romjait látta.
Bár 1910-ben hivatalosan még nem volt lakossága, az anyakönyvek tanúsága szerint néhány család már a 19. század közepétől lakja. A trianoni békeszerződésig Maros-Torda vármegye Nyárádszeredai járásához tartozott.
1992-ben 470 lakosából 458 magyar és 12 román volt.

## Látnivalók
- A Várhegy 823 m magas csúcsán keresendő az egykori vár maradványa
- Égerfás-tó
- Itt van Románia legnagyobb pisztrángtenyészete. Turisztikai központ, amely egyre inkább üdülőfalu jelleget kap
- 2023-ban megnyílt a Mini Nyárád Látogatóközpont[2]

## Külső hivatkozás
- - Vármező, pisztrángos
- Képek Vármezőről a www.erdely-szep.hu honlapon